# Верона (провінція)
Провінція Верона (італ. Provincia di Verona) — провінція в Італії, у регіоні Венето. Площа провінції складає 3 121 км², населення — 928 043 осіб. Столицею є місто Верона.

## Географія
Межує на півночі з регіоном Трентіно-Альто-Адідже (провінцією Тренто), на сході з провінцією Віченца і з провінцією Падуя, на півдні з провінцією Ровіго, на півдні і на заході з регіоном Ломбардія (провінцією Мантуя і провінцією Брешія).

## Основні муніципалітети
Найбільші за кількістю мешканців муніципалітети (ISTAT, 30/06/2008):
| Ном. | Герб | Муніципалітет         | Населення (осіб) | Площа (км²) | Густота (ос/км²) | Висота (м.н.р.м.) |
| ---- | ---- | --------------------- | ---------------- | ----------- | ---------------- | ----------------- |
| 1°   |      | Верона                | 265.162          | 206,64      | 1283,2           | 59                |
| 2°   |      | Віллафранка-ді-Верона | 32.312           | 57,43       | 562,6            | 54                |
| 3°   |      | Леньяго               | 25.392           | 79,66       | 318,8            | 16                |
| 4°   |      | Сан-Джуянні-Лупатото  | 23.382           | 18,94       | 1234,5           | 42                |
| 5°   |      | Сан-Боніфачіо         | 19.793           | 33,90       | 583,9            | 31                |
| 6°   |      | Буссоленго            | 19.368           | 24,28       | 797,7            | 127               |
| 7°   |      | Неграр                | 17.132           | 40,52       | 422,8            | 190               |
| 8°   |      | Сона                  | 16.714           | 41,14       | 406,3            | 169               |
| 9°   |      | Череа                 | 16.138           | 70,41       | 229,2            | 18                |
| 10°  |      | Пескантіна            | 15.773           | 19,66       | 802,3            | 80                |
| 11°  |      | Боволоне              | 15.405           | 41,41       | 372              | 24                |